# Impasse de la Vallée-de-Fécamp
L’impasse de la Vallée-de-Fécamp est une voie située dans le quartier de Picpus du 12e arrondissement de Paris.

## Situation et accès
On accède à cette impasse à partir de la rue de Fécamp par quelques marches descendantes.
Pour la plaque de rue, il s’agit de la « rue » de la Vallée-de-Fécamp.
L'impasse de la Vallée-de-Fécamp est accessible à proximité par la ligne de métro 8 à la station Michel Bizot ainsi que par la ligne 3a du tramway d'Île-de-France.

## Origine du nom
L'impasse doit son nom au lieu-dit de la Vallée-de-Fécamp constitué par la dépression située à cet endroit, au niveau de l'actuelle rue de Wattignies, et constituant la confluence du ru de Montreuil et du ruisseau des Orgueilleux.

## Historique
Cette impasse, ancienne partie de la ruelle de la Vallée-de-Fécamp sur la commune de Bercy, a été classée dans la voirie parisienne par décret du 23 mai 1863. Elle est le vestige d’un chemin commençant rue de Charenton et finissant en impasse au-delà de la rue de La Croix. Elle a porté le nom d'impasse de la Lancette.